# Championnat du Maroc de football de deuxième division 2023-2024
Navigation
Édition précédente Édition suivante
Le Championnat du Maroc de football de deuxième division 2023-2024 est la 68e édition du championnat du Maroc de football D2. Elle oppose 16 clubs regroupés au sein d'une poule unique où les équipes se rencontrent deux fois, à domicile et à l'extérieur. En fin de saison, les deux derniers sont relégués et remplacés par les deux premiers clubs du National, l'équivalent de la D3 au Maroc. Les deux premières places sont qualificatives pour la Botola Pro 2024-2025.

## Classement
| Rang | Équipe             | Pts | J  | G  | N  | P  | Bp | Bc | Diff |
| ---- | ------------------ | --- | -- | -- | -- | -- | -- | -- | ---- |
| 1    | CODM Meknes P      | 58  | 30 | 17 | 7  | 6  | 38 | 26 | +12  |
| 2    | DH El Jadida       | 52  | 30 | 13 | 13 | 4  | 33 | 20 | +13  |
| 3    | USM Oujda          | 52  | 30 | 15 | 8  | 8  | 36 | 21 | +15  |
| 4    | Kawkab Marrakech P | 51  | 30 | 14 | 9  | 7  | 38 | 25 | +13  |
| 5    | Stade Marocain     | 49  | 30 | 13 | 10 | 7  | 41 | 37 | +4   |
| 6    | Beni Mellal        | 44  | 30 | 11 | 11 | 8  | 50 | 33 | +17  |
| 7    | O Dcheira          | 42  | 15 | 2  | 8  | 5  | 10 | 15 | -5   |
| 8    | OC Khouribga       | 39  | 15 | 6  | 4  | 5  | 11 | 10 | +1   |
| 9    | CA Khénifra        | 36  | 15 | 4  | 8  | 3  | 9  | 8  | +1   |
| 10   | CJB Guerir         | 35  | 15 | 4  | 7  | 4  | 12 | 11 | +1   |
| 11   | Rapid Oued Zem     | 35  | 15 | 2  | 8  | 5  | 9  | 13 | -4   |
| 12   | Racing AC          | 34  | 15 | 2  | 6  | 7  | 13 | 17 | -4   |
| 13   | JS Massira         | 33  | 15 | 4  | 4  | 7  | 15 | 18 | -3   |
| 14   | Wydad AF           | 29  | 15 | 4  | 5  | 6  | 12 | 15 | -3   |
| 15   | Ittifaq Marrakech  | 27  | 30 | 3  | 6  | 6  | 7  | 14 | -7   |
| 16   | AS Salé            | 24  | 30 | 2  | 3  | 10 | 15 | 30 | -15  |